# Scottish FA Cup 2002/03
Der Scottish FA Cup wurde 2002/03 zum 118. Mal ausgespielt. Der schottische Fußball-Pokalwettbewerb, der offiziell als Tennent's Scottish Cup ausgetragen und vom Schottischen Fußballverband geleitet wurde, begann am 7. Dezember 2002 und endete mit dem Finale am 31. Mai 2003 im Glasgower Hampden Park. Als Titelverteidiger starteten die Rangers, die sich im Vorjahres-Old-Firm-Finale mit 3:2 gegen Celtic durchsetzen konnten. Mit einem 1:0-Finalsieg gegen FC Dundee konnten die Rangers den Titel erfolgreich verteidigen, und zusammen mit der gewonnenen Meisterschaft und Ligapokal in der Saison 2002/03 das Triple perfekt machen. Durch den Siegtreffer von Lorenzo Amoruso und den damit verbundenen Erfolg konnte zum insgesamt 31. Mal der Titel im Scottish FA Cup geholt werden. Der unterlegene FC Dundee kassierte im fünften Finale die vierte Niederlage; einzig 1909/10 gelang ein Sieg. Aufgrund der Champions-League-Teilnahme der Rangers startete der FC Dundee in der folgenden UEFA-Pokal-Saison 2003/04 und schied dort in der 1. Runde gegen den italienischen Verein AC Perugia aus.

## 1. Runde
Ausgetragen wurden die Begegnungen am 7. Dezember 2002. Die Wiederholungsspiele fanden am 14. Dezember 2007 statt.
|                       | Ergebnis |                     |
| --------------------- | -------- | ------------------- |
| FC East Stirlingshire | 1:1      | Threave Rovers      |
| Forfar Athletic       | 3:1      | FC Huntly           |
| FC Montrose           | 2:1      | Berwick Rangers     |
| Preston Athletic      | 0:1      | Hamilton Academical |
| Raith Rovers          | 1:0      | FC Dumbarton        |
| FC Selkirk            | 1:4      | FC Cowdenbeath      |
| FC Stenhousemuir      | 4:1      | Brechin City        |
| FC Stranraer          | 1:1      | Whitehill Welfare   |

### Wiederholungsspiele
|                   | Ergebnis |                       |
| ----------------- | -------- | --------------------- |
| Threave Rovers    | 2:1      | FC East Stirlingshire |
| Whitehill Welfare | 2:3      | FC Stranraer          |

## 2. Runde
Ausgetragen wurden die Begegnungen am 4./11./13./14./15. Januar 2003. Die Wiederholungsspiele fanden am 14. und 20. Januar 2003 statt.
|                     | Ergebnis |                  |
| ------------------- | -------- | ---------------- |
| FC Gretna           | 3:0      | Cove Rangers     |
| FC Keith            | 1:3      | FC Cowdenbeath   |
| FC Queen’s Park     | 1:1      | Albion Rovers    |
| FC Peterhead        | 1:0      | Elgin City       |
| Forfar Athletic     | 3:1      | FC Stenhousemuir |
| Greenock Morton     | 4:3      | FC Deveronvale   |
| Raith Rovers        | 3:1      | FC Montrose      |
| FC Stranraer        | 4:1      | Stirling Albion  |
| Airdrie United      | 1:0      | Threave Rovers   |
| Hamilton Academical | 1:1      | FC East Fife     |

### Wiederholungsspiele
|               | Ergebnis        |                     |
| ------------- | --------------- | ------------------- |
| Albion Rovers | 0:2             | FC Queen’s Park     |
| FC East Fife  | ?:? (3:4 i. E.) | Hamilton Academical |

## 3. Runde
Ausgetragen werden die Begegnungen am 25. Januar 2003. Die Wiederholungsspiele fanden am 4./10./17./18. Januar 2003 statt.
|                    | Ergebnis |                      |
| ------------------ | -------- | -------------------- |
| Airdrie United     | 1:1      | FC St. Johnstone     |
| FC Arbroath        | 0:3      | Glasgow Rangers      |
| Ayr United         | 2:0      | FC Peterhead         |
| Celtic Glasgow     | 3:0      | FC St. Mirren        |
| FC Cowdenbeath     | 2:3      | Alloa Athletic       |
| Dundee United      | 2:3      | Hibernian Edinburgh  |
| FC Falkirk         | 4:0      | Heart of Midlothian  |
| Forfar Athletic    | 2:2      | FC Stranraer         |
| FC Gretna          | 1:2      | FC Clyde             |
| Inverness CT       | 2:0      | Raith Rovers         |
| FC Kilmarnock      | 0:1      | FC Motherwell        |
| FC Livingston      | 1:1      | Dunfermline Athletic |
| Partick Thistle    | 0:2      | FC Dundee            |
| Queen of the South | 0:0      | FC Aberdeen          |
| FC Queen’s Park    | 2:2      | Hamilton Academical  |
| Ross County        | 1:2      | Greenock Morton      |

### Wiederholungsspiele
|                      | Ergebnis        |                    |
| -------------------- | --------------- | ------------------ |
| Dunfermline Athletic | 2:0             | FC Livingston      |
| FC St. Johnstone     | ?:? (4:2 i. E.) | Airdrie United     |
| Hamilton Academical  | 3:2             | FC Queen’s Park    |
| FC Stranraer         | 1:0             | Forfar Athletic    |
| FC Aberdeen          | 4:1             | Queen of the South |

## Achtelfinale
Ausgetragen wurden die Begegnungen am 22. und 23. Februar 2003. Das Wiederholungsspiel fand am 6. März 2003 statt.
|                      | Ergebnis |                     |
| -------------------- | -------- | ------------------- |
| Alloa Athletic       | 0:2      | FC Falkirk          |
| Ayr United           | 0:1      | Glasgow Rangers     |
| FC Clyde             | 0:2      | FC Motherwell       |
| FC Dundee            | 2:0      | FC Aberdeen         |
| Inverness CT         | 6:1      | Hamilton Academical |
| Greenock Morton      | 0:2      | FC Stranraer        |
| Dunfermline Athletic | 1:1      | Hibernian Edinburgh |
| Celtic Glasgow       | 3:0      | FC St. Johnstone    |

### Wiederholungsspiel
|                     | Ergebnis |                      |
| ------------------- | -------- | -------------------- |
| Hibernian Edinburgh | 0:2      | Dunfermline Athletic |

## Viertelfinale
Ausgetragen wurden die Begegnungen am 22. und 23. März 2003. Die Wiederholungsspiele fanden am 9. April 2003 statt.
|                      | Ergebnis |                 |
| -------------------- | -------- | --------------- |
| FC Stranraer         | 0:4      | FC Motherwell   |
| FC Falkirk           | 1:1      | FC Dundee       |
| Dunfermline Athletic | 1:1      | Glasgow Rangers |
| Inverness CT         | 1:0      | Celtic Glasgow  |

### Wiederholungsspiele
|                 | Ergebnis  |                      |
| --------------- | --------- | -------------------- |
| FC Dundee       | 4:1 n. V. | FC Falkirk           |
| Glasgow Rangers | 3:0       | Dunfermline Athletic |

## Halbfinale
Ausgetragen wurden die Begegnungen am 19. und 20. April 2003. Die beiden Halbfinalspiele wurden jeweils im Hampden Park ausgespielt.
|                 | Ergebnis |               |
| --------------- | -------- | ------------- |
| Glasgow Rangers | 4:3      | FC Motherwell |
| Inverness CT    | 0:1      | FC Dundee     |

## Finale
| FC Dundee                                       | FC Dundee | Glasgow Rangers | Glasgow Rangers |
| ----------------------------------------------- | --- | --- | --------------- |
| FC Dundee                                       | \| Finale \| \| Samstag, 31. Mai 2003 in Glasgow (Hampden Park) \| \| Ergebnis: 0:1 (0:0) \| \| Schiedsrichter: Kenny Clark \| \| Spielbericht \|                                                                                                   | \| Finale \| \| Samstag, 31. Mai 2003 in Glasgow (Hampden Park) \| \| Ergebnis: 0:1 (0:0) \| \| Schiedsrichter: Kenny Clark \| \| Spielbericht \|                                                                                            | Glasgow Rangers |
| FC Dundee                                       | Julián Speroni – Dave Mackay (78. Steve Milne), Barry Smith, Surab Chisanischwili, Jonay Hernández – Lee Mair, Giorgi Nemsadse, Gavin Rae (85. Garry Brady) – Mark Burchill (71. Nacho Novo), Fabián Caballero, Steve Lovell Cheftrainer: Jim Duffy | Stefan Klos – Fernando Ricksen, Lorenzo Amoruso, Craig Moore, Arthur Numan – Barry Ferguson, Ronald de Boer, Robert Malcolm – Schota Arweladse (56. Steven Thompson), Neil McCann, Michael Mols (45. Maurice Ross) Cheftrainer: Alex McLeish | Glasgow Rangers |
| FC Dundee                                       | 0:1 Lorenzo Amoruso (66.) | | Glasgow Rangers |
| Finale                                          | | |                 |
| Samstag, 31. Mai 2003 in Glasgow (Hampden Park) | | |                 |
| Ergebnis: 0:1 (0:0)                             | | |                 |
| Schiedsrichter: Kenny Clark                     | | |                 |
| Spielbericht                                    | | |                 |